# Inozinska kiselina
Inozinska kiselina (inozin monofosfat, IMP) je nukleotidni monofosfat. Inozinska kiselina je važna u metabolizmu. Ona je ribonukleotid hipoksantina i prvi nukleotid koji se formira tokom sinteze purina. Ona se formira putem deaminacije adenozin monofosfata, i hidrolize iz inozina. IMP je ribonukleozidni monofosfatni intermedijar u purinskom metabolizmu.
Važni derivati inozinske kiseline su purinski nukleotidi nađeni u nukleinskim kiselinama i adenozin trifosfat, koji se koristi za čuvanje hemijske energije u mišićima i drugim tkivima.
U prehrambenoj industriji, inozinska kiselina i njene soli, poput dinatrijum inozinata se često koriste kao pojačavači ukusa.